# Bystra (gmina w województwie krakowskim)
Bystra (od 1973 Bystra-Sidzina) – dawna gmina wiejska istniejąca w latach 1934–1954 w woj. krakowskim (dzisiejsze woj. małopolskie). Siedzibą władz gminy była Bystra.
Gmina zbiorowa Bystra została utworzona 1 sierpnia 1934 roku w powiecie myślenickim w woj. krakowskim z dotychczasowych jednostkowych gmin wiejskich: Bystra, Osielec, Sidzina i Toporzysko. Według stanu z dnia 1 lipca 1952 roku gmina składała się z 6 gromad: Bystra, Kojszówka, Osielec, Sidzina, Toporzysko i Wieprzec.
Gmina została zniesiona 29 września 1954 roku wraz z reformą wprowadzającą gromady w miejsce gmin. Jednostki nie przywrócono 1 stycznia 1973 roku po reaktywowaniu gmin, utworzono natomiast jej terytorialny odpowiednik gminę Bystra-Sidzina (przejściowo zlikwidowaną w latach 1976–1991).
Uwaga: Nie mylić z dawnymi gminami Bystra i Bystra-Wilkowice na pograniczu Śląska i Krakowskiego.